# Рубков
Рубков (нем. Rubkow) — община в Германии, в земле Мекленбург-Передняя Померания.

## Географическое положение
Рубков расположен в 8 километрах к северу от Анклама, в 12 километрах к юго-юго-западу от Вольгаста и в 24 километрах к юго-востоку от Грайфсвальда.

## Административное деление
Посёлок входит в состав района Восточная Передняя Померания. До 1 января 2005 года Рубков был частью управления Амт Цитен (нем. Amt Ziethen), но в настоящее время подчининён управлению Амт Цюссов (нем. Amt Züssow), с штаб-квартирой в Цюссове.
Площадь административного образования Рубков составляет 35,02 км².
Идентификационный код субъекта самоуправления — 13 0 59 086.
В настоящее время община подразделяется на 7 сельских округов.
| Бёмиц (нем. Bömitz) Буггов (нем. Buggow ) Даугцин (нем. Daugzin ) Кренцов (нем. Krenzow) | Рубков (нем. Rubkow) Валендов (нем. Wahlendow) Царрентин (нем. Zarrentin) |

## Население
По состоянию на 31 декабря 2006 года население посёлка составляет 741 человек. Средняя плотность населения таким образом равна 21 человек на км².
В пределах сельских округов жители распределены следующим образом.
| Рубков Даугцин Валендов Кренцов Бёмиц Буггов Царрентин | 218 человек 147 человек 112 человек 106 человек 91 человек 45 человек 22 человека |

## Транспорт
Южнее Рубкова проходит федеральная дорога 110 (нем. Bundesstraße 110 (B 110)), а западнее федеральная дорога 109 (нем. Bundesstraße 109 (B 109)). Через посёлок проходит Передне-померанская сельская дорога (нем. Vorpommersche Dorfstraße).

## Достопримечательности
- Кирпичная церковь построенная в 1257 году
- Мельница в Кренцове